# Sonic Colors
Sonic Colors (яп. ソニック カラーズ, Сонікку Кара: дзу), у Європі і Австралії відома як Sonic Colours — відеоігра серії Sonic the Hedgehog у жанрі платформера, розроблена студіями Sonic Team та Dimps для платформ Wii і Nintendo DS. Обидві версії були випущені в листопаді 2010 року.
За сюжетом дія гри відбувається на орбіті планети головного героя серії, їжака Соніка, де мешкають віспи — інопланетні істоти, які мають нескінченну енергію. Ця раса під загрозою — доктор Еґман використовує гігантський промінь, щоб об'єднати кілька планет у гігантський тематичний парк розваг. Сонік та його друг Тейлз хочуть зірвати план лиходія та поспішають на допомогу віспам. Ігровий процес Sonic Colors включає суміш жанрів різних поколінь ігор серії Sonic the Hedgehog: під час проходження гри зі зміною рівнів йдуть плавні переходи від тривимірного геймплей до двовимірного.
Робота над створенням Sonic Colors розпочалася у 2008 році. Більшість розробників раніше працювали над Sonic Unleashed та Sonic Rush. У процесі створення гри студія переглянула концепцію й вирішила, що цільовою аудиторією проєкту будуть люди різного віку. Під час розробки представники Sega оголосили, що з метою збільшення популярності бренду видавець припинив продаж інших ігор серії, низько оцінених журналістами. Після виходу Sonic Colors отримала здебільшого позитивні відгуки. Критики в більшості своїх рецензій хвалили проєкт за графіку та музику, зміну концепції гри на користь геймплею та бонуси у локаціях. Як недоліки сайти та журнали вказували на управління та сюжетну лінію.

## Ігровий процес

Сонік на рівні «Planet Wisp» (версія для DS). Ігровий процес гри практично не змінився з моменту виходу Sonic Rush, крім додавання невеликих космічних істот віспів, які розширюють можливості Соніка

Sonic Colours слідує основним принципам серії Sonic the Hedgehog: на рівнях потрібно збирати кільця, які захищають героя від загибелі. Як і в Sonic Unleashed, в грі для Wii відбуваються плавні переходи від тривимірного геймплея до двовимірного. З іншого боку, версія для Nintendo DS виконана повністю у двовимірній графіці й використовує два екрани консолі, подібно Sonic Rush'. Управління у версії для консолі Wii здійснюється або за допомогою контролера Wii Remote і Nunchuk, або через Classic Controller і контролер GameCube. В DS-версії використовуються кнопки, а також сенсорний екран для управління під час проходження спеціальних етапів.
Дія гри відбувається в парку розваг. Він розділений на сім ігрових зон («Tropical Resort», «Sweet Mountain», «Starlight Carnival», «Planet Wisp», «Aquarium Park», «Asteroid Coaster» і «Terminal Velocity»), кожна з яких складається з шести актів (на портативної консолі — по два) і одного боса, крім фінальної зони, що складається з двох актів у Wii-версії й одного акту в DS-версії. Як і в Sonic Unleashed і Sonic Rush, Сонік може використовувати прийом sonic boost — під час прискорення їжак захищений енергетичним щитом, що дозволяє знищувати ворогів, розбивати перешкоди й притягувати кільця; у Wii-версії персонаж може виконувати speed drift — здійснювати круті віражі, не втрачаючи швидкості, і quick step, що дозволяє зміщуватися на повному ходу вправо або вліво, продовжуючи рухатися вперед. На рівнях гравцеві потрібно по дорозі збирати спеціальні кільця червоного кольору (англ. Red Star Rings), заховані в секретних місцях. Всього їх у грі 180 штук, по п'ять в кожному акті (і ще по два в кожній місії у версії для Nintendo DS). У виданні для портативної консолі збір кілець дає Соніку новий прийом Infinite Boost (нескінченне прискорення), дає доступ до відео, музичним композиціям і концепт-арту; у Wii-версії кільця необхідні для розблокування рівнів режиму «Sonic Simulator».
Як і в минулих іграх, наприкінці кожного етапу відбувається підрахунок результатів, на основі якого гравцеві виставляється ранг від «S» до «D».. На оцінку впливають очки та час. У Wii-версії швидкість проходження покращує результат, в іншому випадку гравець отримає повідомлення про закінчення часу і гарантовано отримає найгіршу оцінку). Віспи дають досить велику кількість очок, тому гра мотивує їхнє використання. Так що в будь-якому акті (крім першого акта «Terminal Velocity») гравець не отримає найвищу оцінку, якщо використовуватиме супер-форму. Також очки даються за кільця, бонусні предмети, ворогів і навіть використання навичок. Усі отримані значущі бонусні очки відображаються на екрані у верхньому правому кутку. Якщо гравець отримав ранг «A», то видається одне життя, а якщо «S» — три. Ці життя гравець повинен встигнути схопити на екрані результатів (на ньому можна рухатись, як і у грі, у режимі 2D-перспективи) до завершальної анімації. У DS-версії гравець повинен пройти рівні якнайшвидше. У цьому також можуть допомогти віспи, тільки, на відміну від Wii-версії, акцент зроблено на швидкості. Очки нараховуються за стандартні дії (як і попередніх DS-іграх серії). Наприкінці рівня автоматично видаються життя за високі ранги.
В обох версіях Sonic Colors є режим «Sonic Simulator» (відомий також як «Game Land»), який можна проходити як одному, так і декільком гравцям. У версії для Wii гравці керують роботами, подібними до Соніка; також є можливість грати персонажем Mii. «Sonic Simulator» для портативної приставки ділиться на два режими: «Time Attack» (змагання на швидкість) і «Versus» (змагання з суперником), причому для останнього є підтримка гри по мережі (через Nintendo Wi-Fi Connection). Тут гравець проходить рівні за звичайного Соніка. У першому режимі персонаж змагається на якийсь час, а головна мета у другому — дійти до кінця рівня раніше за суперника. Обидві версії гри мають онлайн-списки лідерів.
У DS-версії доступний спеціальний етап — «Special Stage», в які можна потрапити, дійшовши до кінця акту як мінімум з 50 кільцями. На спеціальних етапах гравець повинен, керуючи Соніком за допомогою стилусу, збирати сфери певного кольору та отримати смарагди Хаосу. Усього існує сім Ізумрудів, по одному на кожну зону, але на рівні «Terminal Velocity» потрапити на спеціальний етап не можна, тому останній камінь можна зібрати лише в режимі «Versus». Після збору всіх каменів відкривається додаткова кінцівка, де за сюжетом Супер Соніку потрібно боротися проти останнього боса. Портативна версія також має режими місій, де Сонік виконує завдання персонажів серії: наприклад, знищити певну кількість ворогів або знайти віспи за короткий час.
Одним із важливих нововведень у Sonic Colors стала поява маленьких інопланетних істот — віспів (англ. Wisps). Вони діляться на десять видів, кожен з яких має унікальні сили, що розширюють здібності Соніка. Визволяючи віспи з капсул, гравець може протягом короткого проміжку часу використовувати їхню енергію, щоб пройти деякі частини рівнів або досліджувати нові області. У супер-формі Сонік не може скористатися силою віспів (крім білих для прискорення). У версії для Wii існує вісім видів віспів, а у версії для DS — шість; кожен із типів у певних зонах. Найпоширеніший вісп Біле Прискорення (англ. White Boost). Він не має колірної сили і призначений для заповнення смуги «Sonic Boost», що дає Соніку можливість прискорюватися і притягати кільця на невеликій відстані. Жовта Дриль (англ. Yellow Drill) здатна рити землю і дозволяє їжаку пливти у воді швидше, ніж зазвичай, а також вміє руйнувати чорні ящики, які світяться, і рухатися по трубах; Помаранчева Ракета (англ. Orange Rocket) може руйнувати жовті ящики, а Бірюзовий Лазер (англ. Cyan Laser) допомагає Соніку рухатися з високою швидкістю. У кожній версії гри також присутні ексклюзивні віспи. У Wii-виданні це Рожеві Шипи (англ. Pink Spikes), що допомагає герою рухатися по стіні або стелі рівня; Фіолетове Безумство (англ. Purple Frenzy) і Синій Куб (англ. Blue Cube) годяться для атаки на ворогів і руйнування підсвічуваних чорних ящиків і Зелене Зависання (англ. Green Hover), що допомагає знаходити бонуси і переміщатися по ланцюжку кілець. DS-версія Sonic Colors включає таких віспів, як Фіолетова Пустота (англ. Violet Void) і Червоний Вибух (англ. Red Burst). Перший вісп схожий на вирву, заковтуючи все, що виявиться поблизу, збільшуючись при цьому в розмірах; друга інопланетна істота є вогненною «кулею», яка може високо стрибати та здійснювати вибухи з метою знищення групи роботів Еґмана.

## Сюжет
Сюжет Sonic Colors схожий загалом у версіях для Wii і для Nintendo DS.
Антагоніст гри доктор Еґман, нібито з почуття каяття за свої минулі провини, відкриває в космосі міжзоряний парк розваг. Їжак Сонік та його друг, лисеня Майлз «Тейлз» Прауер, не вірять у добрі помисли свого давнього ворога і вирішують відвідати парк. Після прибуття вони стають свідками того, як два робота Еґмана, Орбот і К'юбот, намагаються зловити двох дивних інопланетних істот — віспів. Після порятунку інопланетян Сонік виявляє, що віспи можуть взаємодіяти з його тілом, у результаті у нього з'являються різні здібності. За допомогою пристрою-перекладача Тейлза друзі дізнаються від білого віспу на ім'я Якер, що його раса колись жила на далекій планеті, поки доктор Еґман не захопив її. Тепер учений має намір використати енергію поневолених жителів для здійснення своїх планів. Сонік та Тейлз погоджуються допомогти Якеру врятувати його побратимів.
Сонік подорожує парком, попутно звільняючи віспів і знищуючи роботів Еґмана. У версії для Nintendo DS він також час від часу стикається зі своїми друзями, які вирішили відвідати парк: єхидною Наклзом, їжаком Шедоу, кажаном Руж, їжачихою Емі Роуз, їжаком Сільвером, кішкою Блейз, кролицею Крим, котом Бігом, роботом E-123 Омега, крокодилом Вектором, хамелеоном Еспіо та бджолою Чарменом. Через деякий час герої зустрічають доктора Еґмана, який на Тейлзі демонструє їжаку свій новий винахід — гармату управління розумом, що працює на енергії віспів. Він розкриває, що за допомогою подібної гармати, але набагато більших розмірів, збирається завдати удару по планеті Соніка і зробити її мешканцями своїми рабами. Їжачок вирішує зупинити Еґмана і для цього починає знищувати генератори, що пов'язують парк. Зрештою Сонік і Тейлз знаходять фабрику, де у віспів висмоктують енергію, перетворюючи їх на нега-віспів. Після руйнування фабрики Сонік, Тейлз та звільнені віспи радіють, що змогли перемогти Еґмана.
Однак, незважаючи на їхні зусилля, доктор Еґман все ж таки активує гармату, але через несправність промінь не досягає наміченої мети. Розлючений Еґман нападає на їжака з лисенятком на своєму новому роботі під назвою Нега-Вісп Армор, який працює на енергії віспів. Не бажаючи ризикувати життям свого друга, Сонік відправляє Тейлза на космічному ліфті назад на свою планету, а сам готується битися з Еґманом. Знайшовши слабке місце у робота, їжак звільняє кілька віспів, і за допомогою них перемагає лиходія. Парк розваг руйнується; врятовані віспи благополучно переносять Соніка у його рідний світ. Там Якер прощається з їжаком та лисенятком і разом зі своїми родичами повертається на свою планету. Наприкінці титрів версії для Wii показаний Еґман, що перебуває у найвіддаленішому куточку космосу разом із двома своїми роботами — К'юботом та Орботом.
У версії гри для Nintendo DS після збору семи смарагдів Хаосу стає доступна додаткова кінцівка. Виявляється, що доктор Еґман також спіймав матір усіх віспів і перетворив її на нега-віспа. Коли вона виходить з-під контролю, Якер просить Соніка допомогти зупинити його матір. Сонік, використовуючи Смарагди Хаосу, перетворюється на Супер Соніка, після чого вступає з нею в бій, у якому він виходить переможцем. Мати віспів повертається в свою звичайну форму і дякує їжаку, а потім разом з віспами вирушає додому.

## Розробка

Концепт-арт зони «Sweet Mountain». За словами продюсера гри Такаші Іізукі, цей дизайн був створений для аудиторії віком від шести до дванадцяти років.

Робота над Sonic Colors почалася у 2008 році, зразу після випуску Sonic Unleashed'. У розробці гри брали участь дизайнери з компанії Dimps, які раніше брали участь у створенні трилогії Sonic Advance та дилогії Sonic Rush. Команда розділилася на дві частини: одна працювала над версією для консолі Wii, інша для Nintendo DS. Як продюсер виступив голова Sonic Team Такаші Іізука; керівниками проєкта стали Моріо Кісімото та Такао Хірабаясі, до цього задіяні у проєктах Sonic Storybookта Sonic Unleashed відповідно. Сценарій був створений Кеном Понтаком та Уорреном Граффом, які працювали над попередньою грою Sega, MadWorld.
На ранніх етапах розробки було ухвалене рішення про те, що новий проєкт поверне серію естетично до перших частин, що виходили на консолі Mega Drive/Genesis, об'єднавши двовимірні та тривимірні рівні; студія намагалася зробити геймплей «потужним та керованим» і не включати туди такі нововведення, як меч із Sonic and the Black Knight. З іншого боку, творці намагалися задовольнити всі прохання та побажання шанувальників серії в новій частині пригод про їжака Соніка. За основу ігрового процеса Wii-версії було взято геймплей денних рівнів із Sonic Unleashed, позитивно сприйнятий критиками та гравцями. На прохання фанатів, які бажали грати тільки Соніком, розробники вирішили не вводити інших ігрових персонажів, і натомість сконцентруватися на швидкісному геймплеї. У той самий час, творцям хотілося додати в Sonic Colors якесь нововведення, яке б урізноманітнюло ігровий процес, але також і не уповільнювало його. Щоб розширити здібності Соніка, було вигадано інопланетні істоти — віспи. Було ухвалено рішення, що дія гри буде проходити в парку атракціонів, але оскільки «будь-який земний парк розваг був би занадто малим, щоб вмістити пригоди Соніка», виникла ідея міжпланетного парку, який дозволив би розробникам дати простір фантазії. При створенні рівнів та музичного супроводу дизайнери надихалися Діснейлендом.
Sonic Colors була вперше анонсована 26 травня 2010 року. Демонстраційні версії гри були показані на таких виставках, фестивалях та заходах як Electronic Entertainment Expo 2010 (14-17 червня, Лос-Анджелес), Japan Expo (1-4 липня, Париж), Summer of Sonic (7 серпня, Лондон), Gamescom (18-22 серпня, Кельн), Penny Arcade Expo (3-5 вересня, Сіетл), Tokyo Game Show (16 -19 вересня, Тіба), J-Pop Summit Festival (18 вересня, Сан-Франциско), New York Comic Con і Gamefest (8-10 жовтня, Нью-Йорк і Мадрид відповідно), Paris Games Week (27-31 жовтня, Париж) та Gamex (4-7 листопада, Стокгольм). 4 листопада у нью-йоркському Браянт-парку компанією Sega було проведено захід, на якому можна було пограти у демоверсію Sonic Colors.
Після анонсу багато фанати та критики сперечалися щодо аудиторії, для якої має призначатись гра. Глава студії Такаші Іізука розраховував створити Sonic Colors для дітей віком від шести до дванадцяти років, додаючи, що однією частиною серії не можна догодити всім фанатам. Але це твердження заперечили деякі критики та гравці, яким продемонстрована на виставках та заходах демоверсія сподобалася більше, ніж Sonic the Hedgehog 4: Episode I. Співробітники філії Sega у Північній Америці рекламували Sonic Colors як гру, доступну для молодих споживачів та основних фанатів. Творці також розраховували залучити додаткову аудиторію за рахунок шанувальників серії ігор Mario.
Sonic Colours була видана у всьому світі в листопаді 2010. Окрім звичайної версії, Sega випустила низку колекційних видань гри. Так, наприклад, покупці, які зробили попереднє замовлення японської версії гри, отримували спеціальний картридж для аркадних автоматів Rekishi Taisen Gettenka, завдяки якому в грі можна буде проходити рівні з їжаком Соніком. Американська торгова мережа GameStop дарувала гравцям, які наперед купили Sonic Colors, шапку Соніка. На європейському ринку було доступне видання, в якому була іграшка у вигляді Соніка та кількох віспів. 5-дюймовий Сонік з трьома Віспами був випущений іншою компанією під назвою Jazwares. В Австралії продавалася Sonic Colors: Special Edition, де в комплект видання, крім самої гри та фігурок Соніка та віспів, було включено геймпад Classic Controller синього кольору.

### Sonic Colors: Ultimate
27 травня 2021 року Sega анонсувала перевидання гри Sonic Colors: Ultimate, (яп. ソニックカラーズ アルティメット, Сонікку Кара:дзу Арітіме:тто, Як і в оригіналі, у зв'язку з відмінностями в орфографії англійської мови, на європейському та австралійському ринках гра видавалася під назвою Sonic Colours) для платформ Microsoft Windows, PlayStation 4, Xbox One, Xbox Series X/S та Nintendo Switch. На ПК була випущена в цифровому магазині Epic Games Store як тимчасовий ексклюзив. Розроблений Blind Squirrel Games в рамках 30-річчя серії Sonic, він був випущений у всьому світі 7 вересня 2021 року, а в Японії та Східній Азії — 9 вересня того ж року
Поряд із покращеними візуальними властивостями, покращеною частотою кадрів та перезаписаним саундтреком, ремастер, який базується на версії Wii, містить нові доповнення, зокрема допомогу Тейлза, вісп Нефритовий привид (англ. Jade Ghost) від Team Sonic Racing, який дозволяє Соніку проходити крізь тверді об'єкти та відкривати нові маршрути; режим «Rival Rush», в якому гравці змагаються проти Метал Соніка; косметичні опції, які можна розблокувати, зокрема деякі, засновані на фільмі 2020 року; нові голосові репліки від Кейт Хіггінс, яка повторює свою роль голосу Тейлза з оригінальної гри англійською (Рйо Хірохаші японською); і озвучення французькою, німецькою, італійською та іспанською мовами.
Чутки про перевидання почали ходити після витоку на сайті німецької звукозаписної студії iksample, проте за кілька годин інформація була прибрана з сайту. Пізніше французький магазин sogamely випадково відкрили попереднє замовлення гри для PlayStation 4, Xbox One і Nintendo Switch. Звідти і виникла інформація про назву гри. До випуску гри в серпні 2021 року був випущений двосерійний анімаційний міні-серіал Sonic Colors: Rise of the Wisps.

## Саундтрек

Обкладинка музичного альбому Vivid Sound x Hybrid Colors: Sonic Colors Original Soundtrack

Музичний супровід було написано композиторами з Wave Master: Кенічі Токої, Томоєю Отані, Фуміе Куматані, Маріко Намбой, Хідеакі Кобаясі та Терухіко Накагаво. З аранжуванням композицій допомагав Такахіто Егуті. Музика була у швидшому темпі, ніж попередні мелодії в порівнянні з іншими іграх серії. Крім того, композитори вирішили створити мелодії, для яких характерний електронний звук, що нагадує той, що застосовувався в ігрових приставках старих епох, але при цьому намагалися за допомогою звукових доріжок передати напружену атмосферу гри. Головною темою гри є вокальна композиція «Reach For The Stars». Вона була виконана Жаном Полем Маклуф з групи Cash Cash. Пісню, що звучить наприкінці гри, «Speak With Your Heart», виконав Жан Поль Маклуф разом з Алексом Люком Маклуфом. У грі також було використано музичну тему Еґмана з гри Sonic the Hedgehog 2006 року.
Музичний альбом Vivid Sound x Hybrid Colors: Sonic Colors Original Soundtrack (яп. ソニック カラーズ オリジナルサウンドトラック ヴィヴィッド・サウンド × ハイブリッド・カラーズ, Сонікку Кара:дзу Орідзінару Саундоторакку Вівіддо Саундо × Хаїбуріддо Кара:дзу) був випущений лейблом Wave Master 22 грудня 2010 року на трьох компакт-дисках, і 25 та 26 січня в Японії та в Північній Америці на iTunes. Крім основного саундтреку, музика з Sonic Colors була присутня в наступних альбомах: Sonic Generations: 20 Years of Sonic Music (2011), History of the 1ST Stage Original Soundtrack Blue Edition (2011), History of Sonic Music 20th Anniversary Edition (2011), Sega Sound Selection (2014) та Sonic the Hedgehog 25th Anniversary Selection (2016).
| Vivid Sound x Hybrid Colors: Sonic Colors Original Soundtrack. Диск 1 | Vivid Sound x Hybrid Colors: Sonic Colors Original Soundtrack. Диск 1 | Vivid Sound x Hybrid Colors: Sonic Colors Original Soundtrack. Диск 1 | Vivid Sound x Hybrid Colors: Sonic Colors Original Soundtrack. Диск 1 | Vivid Sound x Hybrid Colors: Sonic Colors Original Soundtrack. Диск 1 | Vivid Sound x Hybrid Colors: Sonic Colors Original Soundtrack. Диск 1 |
| #                                                                     | Назва                                                                 | Автор слів                                                            | Автор музики                                                          | Виконавець                                                            | Тривалість                                                            |
| --------------------------------------------------------------------- | --------------------------------------------------------------------- | --------------------------------------------------------------------- | --------------------------------------------------------------------- | --------------------------------------------------------------------- | --------------------------------------------------------------------- |
| 1.                                                                    | «Reach For The Stars — Opening Theme»                                 | Алекс Маклуф, Сам'юель Фріч                                           | Томоя Отані                                                           | Жан Поль Маклуф з Cash Cash                                           | 4:08                                                                  |
| 2.                                                                    | «Theme of Sonic Colors — Title ver.»                                  |                                                                       | Фуміе Куматані, Кенічі Токой                                          |                                                                       | 2:32                                                                  |
| 3.                                                                    | «Tropical Resort — Act 1»                                             |                                                                       | Томоя Отані                                                           |                                                                       | 4:22                                                                  |
| 4.                                                                    | «Area — Tropical Resort»                                              |                                                                       | Наофумі Хатая                                                         |                                                                       | 3:45                                                                  |
| 5.                                                                    | «Cutscene — Robots & Wisps»                                           |                                                                       | Фуміе Куматані                                                        |                                                                       | 0:47                                                                  |
| 6.                                                                    | «Tropical Resort — Act 2»                                             |                                                                       | Томоя Отані                                                           |                                                                       | 2:33                                                                  |
| 7.                                                                    | «Color Power — Cyan Laser»                                            |                                                                       | Томоя Отані                                                           |                                                                       | 0:17                                                                  |
| 8.                                                                    | «Tropical Resort — Act 3»                                             |                                                                       | Томоя Отані                                                           |                                                                       | 4:10                                                                  |
| 9.                                                                    | «Stage Clear»                                                         |                                                                       | Фуміе Куматані, Кенічі Токой                                          |                                                                       | 0:14                                                                  |
| 10.                                                                   | «Cutscene — Dr.Eggman Appears»                                        |                                                                       | Кенічі Токой                                                          |                                                                       | 1:29                                                                  |
| 11.                                                                   | «Cutscene — Ferris Wheel Boss Appears»                                |                                                                       | Хідеакі Кобаясі                                                       |                                                                       | 0:23                                                                  |
| 12.                                                                   | «vs. Rotatatron & Refreshinator»                                      |                                                                       | Томоя Отані                                                           |                                                                       | 3:13                                                                  |
| 13.                                                                   | «Cutscene — Yacker's Plea»                                            |                                                                       | Фуміе Куматані                                                        |                                                                       | 1:44                                                                  |
| 14.                                                                   | «Cutscene — Robot's Lost & Found»                                     |                                                                       | Фуміе Куматані                                                        |                                                                       | 0:47                                                                  |
| 15.                                                                   | «World Map»                                                           |                                                                       | Фуміе Куматані, Кенічі Токой                                          |                                                                       | 1:49                                                                  |
| 16.                                                                   | «Sweet Mountain — Act 1»                                              |                                                                       | Кенічі Токой                                                          |                                                                       | 3:51                                                                  |
| 17.                                                                   | «Area — Sweet Mountain»                                               |                                                                       | Маріко Намба                                                          |                                                                       | 4:18                                                                  |
| 18.                                                                   | «Sweet Mountain — Act 2»                                              |                                                                       | Кенічі Токой                                                          |                                                                       | 3:50                                                                  |
| 19.                                                                   | «Color Power — Yellow Drill»                                          |                                                                       | Томоя Отані                                                           |                                                                       | 0:12                                                                  |
| 20.                                                                   | «Sweet Mountain — Act 3»                                              |                                                                       | Кенічі Токой                                                          |                                                                       | 5:47                                                                  |
| 21.                                                                   | «Cutscene — Sugar Armada Appears»                                     |                                                                       | Хідеакі Кобаясі                                                       |                                                                       | 1:00                                                                  |
| 22.                                                                   | «vs. Captain Jelly & Admiral Jelly»                                   |                                                                       | Кенічі Токой                                                          |                                                                       | 4:37                                                                  |
| 23.                                                                   | «Boss Stage Clear»                                                    |                                                                       | Фуміе Куматані, Кенічі Токой                                          |                                                                       | 0:12                                                                  |
| 24.                                                                   | «Result Screen»                                                       |                                                                       | Фуміе Куматані, Кенічі Токой                                          |                                                                       | 1:48                                                                  |
| 25.                                                                   | «Save Screen»                                                         |                                                                       | Фуміе Куматані, Кенічі Токой                                          |                                                                       | 1:51                                                                  |
| 59:39                                                                 |                                                                       |                                                                       |                                                                       |                                                                       |                                                                       |

| Vivid Sound x Hybrid Colors: Sonic Colors Original Soundtrack. Диск 2 | Vivid Sound x Hybrid Colors: Sonic Colors Original Soundtrack. Диск 2 | Vivid Sound x Hybrid Colors: Sonic Colors Original Soundtrack. Диск 2 | Vivid Sound x Hybrid Colors: Sonic Colors Original Soundtrack. Диск 2 |
| #                                                                     | Назва                                                                 | Автор музики                                                          | Тривалість                                                            |
| --------------------------------------------------------------------- | --------------------------------------------------------------------- | --------------------------------------------------------------------- | --------------------------------------------------------------------- |
| 1.                                                                    | «Sonic Colors — Jingle»                                               | Фуміе Куматані, Кенічі Токой                                          | 0:12                                                                  |
| 2.                                                                    | «Theme of Sonic Colors»                                               | Фуміе Куматані, Кенічі Токой                                          | 4:44                                                                  |
| 3.                                                                    | «Starlight Carnival — Act 1»                                          | Томоя Отані                                                           | 3:52                                                                  |
| 4.                                                                    | «Area — Starlight Carnival»                                           | Маріко Намба                                                          | 5:06                                                                  |
| 5.                                                                    | «Color Power — Green Hover»                                           | Томоя Отані                                                           | 0:33                                                                  |
| 6.                                                                    | «Starlight Carnival — Act 2»                                          | Томоя Отані                                                           | 3:00                                                                  |
| 7.                                                                    | «Color Power — Blue Cube»                                             | Томоя Отані                                                           | 0:31                                                                  |
| 8.                                                                    | «Starlight Carnival — Act 3»                                          | Томоя Отані                                                           | 3:31                                                                  |
| 9.                                                                    | «Cutscene — S01 Frigate Appears»                                      | Хідеакі Кобаясі                                                       | 0:30                                                                  |
| 10.                                                                   | «vs. Orcan & Skullian»                                                | Томоя Отані                                                           | 3:12                                                                  |
| 11.                                                                   | «Area — Planet Wisp»                                                  | Маріко Намба                                                          | 4:56                                                                  |
| 12.                                                                   | «Planet Wisp — Act 1»                                                 | Кенічі Токой                                                          | 5:07                                                                  |
| 13.                                                                   | «Cutscene — Wisp’s Homeworld»                                         | Фуміе Куматані, Кенічі Токой                                          | 1:41                                                                  |
| 14.                                                                   | «Color Power — Orange Rocket»                                         | Томоя Отані                                                           | 0:08                                                                  |
| 15.                                                                   | «Planet Wisp — Act 2»                                                 | Кенічі Токой                                                          | 4:26                                                                  |
| 16.                                                                   | «Color Power — Pink Spikes»                                           | Томоя Отані                                                           | 0:27                                                                  |
| 17.                                                                   | «Planet Wisp — Act 3»                                                 | Кенічі Токой                                                          | 3:55                                                                  |
| 18.                                                                   | «Game Land — Title Screen»                                            | Хідеакі Кобаясі                                                       | 0:52                                                                  |
| 19.                                                                   | «Game Land 1»                                                         | Томоя Отані                                                           | 2:06                                                                  |
| 20.                                                                   | «Game Land 2»                                                         | Кенічі Токой                                                          | 2:01                                                                  |
| 21.                                                                   | «Game Land 3»                                                         | Томоя Отані                                                           | 2:12                                                                  |
| 22.                                                                   | «Game Land — Color Power»                                             | Томоя Отані                                                           | 0:47                                                                  |
| 23.                                                                   | «Game Land 4»                                                         | Кенічі Токой                                                          | 2:40                                                                  |
| 24.                                                                   | «Game Land 5»                                                         | Томоя Отані                                                           | 2:46                                                                  |
| 25.                                                                   | «Game Land 6»                                                         | Кенічі Токой                                                          | 2:15                                                                  |
| 26.                                                                   | «Game Land 7»                                                         | Кенічі Токой                                                          | 2:24                                                                  |
| 27.                                                                   | «Game Land — Stage Clear»                                             | Хідеакі Кобаясі                                                       | 0:14                                                                  |
| 28.                                                                   | «Game Land — Result Screen»                                           | Хідеакі Кобаясі                                                       | 0:52                                                                  |
| 29.                                                                   | «Game Over»                                                           | Фуміе Куматані, Кенічі Токой                                          | 0:50                                                                  |
| 65:50                                                                 |                                                                       |                                                                       |                                                                       |

| Vivid Sound x Hybrid Colors: Sonic Colors Original Soundtrack. Диск 3 | Vivid Sound x Hybrid Colors: Sonic Colors Original Soundtrack. Диск 3 | Vivid Sound x Hybrid Colors: Sonic Colors Original Soundtrack. Диск 3 | Vivid Sound x Hybrid Colors: Sonic Colors Original Soundtrack. Диск 3 | Vivid Sound x Hybrid Colors: Sonic Colors Original Soundtrack. Диск 3 | Vivid Sound x Hybrid Colors: Sonic Colors Original Soundtrack. Диск 3 |
| #                                                                     | Назва                                                                 | Автор слів                                                            | Автор музики                                                          | Виконавець                                                            | Тривалість                                                            |
| --------------------------------------------------------------------- | --------------------------------------------------------------------- | --------------------------------------------------------------------- | --------------------------------------------------------------------- | --------------------------------------------------------------------- | --------------------------------------------------------------------- |
| 1.                                                                    | «Reach For The Stars — Short ver.»                                    |                                                                       | Томоя Отані                                                           |                                                                       | 1:35                                                                  |
| 2.                                                                    | «Option Screen»                                                       |                                                                       | Фуміе Куматані, Кенічі Токой                                          |                                                                       | 4:06                                                                  |
| 3.                                                                    | «Aquarium Park — Act 1»                                               |                                                                       | Томоя Отані                                                           |                                                                       | 4:26                                                                  |
| 4.                                                                    | «Area — Aquarium Park»                                                |                                                                       | Маріко Намба                                                          |                                                                       | 4:25                                                                  |
| 5.                                                                    | «Aquarium Park — Act 2»                                               |                                                                       | Томоя Отані                                                           |                                                                       | 3:28                                                                  |
| 6.                                                                    | «Color Power — Yellow Drill Underwater ver.»                          |                                                                       | Томоя Отані                                                           |                                                                       | 0:28                                                                  |
| 7.                                                                    | «Aquarium Park — Act 3»                                               |                                                                       | Томоя Отані                                                           |                                                                       | 3:47                                                                  |
| 8.                                                                    | «Out of Breath»                                                       |                                                                       | Юкіфумі Макіно                                                        |                                                                       | 0:19                                                                  |
| 9.                                                                    | «Area — Asteroid Coaster»                                             |                                                                       | Маріко Намба                                                          |                                                                       | 4:11                                                                  |
| 10.                                                                   | «Asteroid Coaster — Act 1»                                            |                                                                       | Кенічі Токой                                                          |                                                                       | 3:59                                                                  |
| 11.                                                                   | «Asteroid Coaster — Act 2»                                            |                                                                       | Кенічі Токой                                                          |                                                                       | 4:06                                                                  |
| 12.                                                                   | «Color Power — Purple Frenzy»                                         |                                                                       | Томоя Отані                                                           |                                                                       | 0:23                                                                  |
| 13.                                                                   | «Cutscene — Nega-Wisp Factory»                                        |                                                                       | Кенічі Токой                                                          |                                                                       | 0:58                                                                  |
| 14.                                                                   | «Asteroid Coaster — Act 3»                                            |                                                                       | Кенічі Токой                                                          |                                                                       | 4:44                                                                  |
| 15.                                                                   | «Cutscene — Free from Nega-Wisp Factory»                              |                                                                       | Фуміе Куматані, Кенічі Токой                                          |                                                                       | 0:53                                                                  |
| 16.                                                                   | «Cutscene — Broken Chains»                                            |                                                                       | Фуміе Куматані, Кенічі Токой                                          |                                                                       | 0:36                                                                  |
| 17.                                                                   | «Cutscene - Finally go home?»                                         |                                                                       | Фуміе Куматані, Кенічі Токой                                          |                                                                       | 1:01                                                                  |
| 18.                                                                   | «Area — Terminal Velocity»                                            |                                                                       | Наофуми Хатая                                                         |                                                                       | 2:34                                                                  |
| 19.                                                                   | «Cutscene — Hyper-go-on Surge»                                        |                                                                       | Фуміе Куматані                                                        |                                                                       | 1:12                                                                  |
| 20.                                                                   | «Cutscene — The failed plan»                                          |                                                                       | Кенічі Токой                                                          |                                                                       | 1:03                                                                  |
| 21.                                                                   | «Terminal Velocity — Act 1»                                           |                                                                       | Кенічі Токой                                                          |                                                                       | 4:27                                                                  |
| 22.                                                                   | «Cutscene — The Nega-Wisp Armor»                                      |                                                                       | Хідеакі Кобаясі                                                       |                                                                       | 1:29                                                                  |
| 23.                                                                   | «vs. Nega-Wisp Armor — Phase 1»                                       |                                                                       | Хідеакі Кобаясі                                                       |                                                                       | 4:19                                                                  |
| 24.                                                                   | «vs. Nega-Wisp Armor — Phase 2»                                       |                                                                       | Томоя Отані                                                           |                                                                       | 3:40                                                                  |
| 25.                                                                   | «Cutscene — The Core»                                                 |                                                                       | Фуміе Куматані                                                        |                                                                       | 0:40                                                                  |
| 26.                                                                   | «Terminal Velocity — Act 2»                                           |                                                                       | Кенічі Токой                                                          |                                                                       | 0:37                                                                  |
| 27.                                                                   | «Cutscene — Yacker’s Goodbye»                                         |                                                                       | Фуміе Куматані, Кенічі Токой                                          |                                                                       | 2:40                                                                  |
| 28.                                                                   | «Speak With Your Heart — Ending Theme»                                | Жан Поль Маклуф                                                       | Маріко Намба, Томоя Отані                                             | Жан Поль Маклуф і Алекс Люк Маклуф з Cash Cash                        | 4:58                                                                  |
| 71:04                                                                 |                                                                       |                                                                       |                                                                       |                                                                       |                                                                       |

## Озвучування
Sonic Colors — друга гра серії (після Sonic Free Riders), де всі актори дубляжу 4Kids були замінені на акторів дубляжу Studiopolis (крім Майка Поллока, що озвучує Еґмана). Персонажі японською мовою були озвучені тими самими сейю, що й у попередніх іграх серії, починаючи з Sonic Adventure.
У версії гри для Wii можна змінювати озвучення та субтитри. Ця опція стає доступною після проходження перших двох актів зони «Tropical Resort». DS-версія гри має озвучення лише однією мовою відповідно до регіону консолі, однак у налаштуваннях можна змінити мову субтитрів.
| Персонаж                    | Японський актор озвучування | Англійський актор озвучування |
| --------------------------- | --------------------------- | ----------------------------- |
| Їжак Сонік                  | Дзюн'їті Канемару           | Роджер Крейг Сміт             |
| Майлз «Тейлз» Прауер        | Ре Хірохасі                 | Кейт Хіггінс                  |
| Доктор Еґман                | Чікао Оцука                 | Майк Поллок                   |
| Орбот                       | Міцуо Івата                 | Кірк Торнтон                  |
| К'юбот                      | Такаґі Ватару               | Уоллі Вінгерт                 |
| Оголошує можливості віспів  | Фуміхіко Тачікі             | Роджер Крейг Сміт             |
| Ексклюзивно для Nintendo DS |                             |                               |
| Єхидна Наклз                | Нобутосі Канна              | Тревіс Віллінгем              |
| Кішка Блейз                 | Нао Такаморі                | Лора Бейлі                    |
| Емі Роуз                    | Таеко Кавата                | Сінді Робінсон                |
| Їжак Сільвер                | Оно Дайсуке                 | Квінтон Флінн                 |
| Кролиця Крим                | Саяка Аокі                  | Мішель Рафф                   |
| Кіт Біг                     | Такаші Нагасако             | Кайл Хеберт                   |
| Крокодил Вектор             | Кента Міяке                 | Кіт Сільверстайн              |
| Хамелеон Еспіо              | Юкі Масуда                  | Трой Бейкер                   |
| Бджола Чармен               | Йоко Теппозука              | Коллін О’Шонессі              |
| Їжак Шедоу                  | Кодзі Юса                   | Кірк Торнтон                  |
| Кажан Руж                   | Румі Отіай                  | Карен Страссман               |
| E-123 Омега                 | Тайтен Кусунокі             | Вік Мігногна                  |

## Оцінки та відгуки
| Агрегатор    | Оцінка  | Оцінка |
| Агрегатор    | DS      | Wii    |
| ------------ | ------- | ------ |
| GameRankings | 77,75 % | 78,02% |
| Metacritic   | 79/100  | 78/100 |

| Видання                    | Оцінка | Оцінка |
| Видання                    | DS     | Wii    |
| -------------------------- | ------ | ------ |
| 1Up.com                    |        | B+     |
| AllGame                    | [ 9 ]  | [ 7 ]  |
| Destructoid                | 8,5/10 | 4,5/10 |
| Edge                       |        | 6/10   |
| Eurogamer                  |        | 8/10   |
| Famitsu                    | 32/40  | 34/40  |
| G4                         |        | 3/5    |
| Game Informer              | 8,5/10 | 7/10   |
| GamePro                    |        | [ 95 ] |
| GameSpot                   | 8/10   | 8/10   |
| GamesRadar+                |        | 7/10   |
| GameTrailers               | 7,9/10 | 6,4/10 |
| GameZone                   | 8/10   | 8/10   |
| IGN                        | 8,5/10 | 8,5/10 |
| Nintendo Power             | 7,5/10 | 9/10   |
| Nintendo World Report      | 6/10   | 8/10   |
| Official Nintendo Magazine | 85 %   | 86 %   |
| VideoGamer.com             | 8/10   | 8/10   |
| Страна игр                 | 8/10   | 6/10   |

Sonic Colors отримала, здебільшого, позитивні відгуки від критиків. За даними сайту-агрегатора Metacritic, середня оцінка гри становить 79 балів для Nintendo DS та 78 балів для Wii. Така сама статистика була опублікована на GameRankings — 77,75 % для Nintendo DS і 78,02 % для Wii. Деякі рецензенти у своїх оглядах назвали платформер одним із найкращих у серії. На думку Ренді Нельсона, представника сайту Joystiq, успіх Sonic Colors був пов'язаний з тим, що попередні ігри про Соніка не мали успіху і були низько оцінені пресою, зокрема це стосується Sonic Unleashed і Sonic and the Black Knight. «Відчувається, хтось сів і подумав: „Добре, що ми маємо зробити для того, щоб гра про Соніка стала якісною?“», — зазначив він.
Чудові відгуки одержав ігровий процес. У рецензіях деякі оглядачі відзначали схожість геймплея Sonic Colors із Super Mario Galaxy і в рецензіях особливу увагу приділяли появі нових персонажів — віспів. Представник сайту GameSpot Джейн Дуглас назвала здібності інопланетних істот «кумедними», і в той же час зазначила, що навички самого Соніка (наприклад, прискорення або подвійний стрибок) виглядають у грі набагато цікавіше. За словами критика з журналу «Країна ігор» Сергія Цилюрика, нововведення в ігровому процесі допомагають синьому їжаку та всій серії йти на виправлення. Як нововведення, які допомагають повернути серії колишню славу, журналіст навів віспів. Крім нових героїв, критики позитивно оцінили плавні переходи від тривимірного геймплею до двовимірного та відчуття швидкості під час проходження зон. Незважаючи на похвалу ігрового процесу, частина оглядачів, навпаки, розкритикували його, поряд із поганим управлінням, який, на їхню думку, призводить до незначних труднощів під час проходження, у тому числі до «жахливих смертей».
Графіка та дизайн рівнів були позитивно оцінені критиками. Артур Гієс (IGN) похвалив дизайнерів за «фантастичні» локації та створення «добре продуманого платформера». Щось подібне писав рецензент сайту Nintendo World Report Педро Ернандес: «Різноманітність [зон] просто вражає, тут [у грі] є все — від американських гірок у космосі і до густих лісів, злившись з розростаючою імперією Еґмана. Навіть коли вам [гравцям] деякі етапи здадуться складними, ви [гравці] побачите, наскільки деякі рівні можуть бути геніальними». Дуглас відзначила хорошу анімацію Соніка, яку користувач консолі зможе побачити у відеороликах або на початку проходження локації. Сергій Цилюрик, оглядаючи портативну версію гри, звернув увагу на візуальну схожість проєкту з дилогією Sonic Rush. І графіка, і управління, і геймплей в цілому дуже нагадують попередні роботи Dimps для DS. Проте адвенчурної складової тут немає, а дизайн рівнів, що кульгав у першій Rush, помітно змінився на краще", — заявив оглядач.
Музичний супровід, як і у випадку з дизайном рівнів, також був переважно позитивно оцінений у багатьох сайтах і журналах. Артур Гієс назвав музику «величною». З цією думкою погодився Девід Санчес, але зауважив, що попередні ігри про Соніка «страждали від саундтреку, повного незграбних слів і невідповідної рок-музики»; у випадку із Sonic Colors цей недолік був виправлений. Педро Ернандес похвалив головну пісню гри «Reach For The Stars» і зробив висновок, що вона зможе залучити новачків і зацікавити послухати інші музичні композиції з попередніх частин серії. Проте абсолютно протилежну думку щодо роботи групи Cash Cash висловив оглядач порталу Game-OST. Весь альбом, як заявив Рафаель Орантес, став йому улюбленим; рецензент подякував звукорежисеру Тома Отані за його роботу, а лейбл Wave Master — за випуск альбому на iTunes. Негативний відгук про пісні залишив Сергій Цилюрик. За його словами, «музика спочатку здається бадьорою та приємною, але незабаром починає набридати одноманітністю».
Неоднозначно преса оцінила сюжет платформера та озвучування героїв. Як зазначив Педро Ернандес, «історії в іграх про Соніка ніколи не були серйозними, і Sonic Colors не виняток». Незважаючи на це, критик похвалив акторів, які озвучують Соніка та Тейлза, за їхній «хороший» голос. Представник сайту Eurogamer Ал Бікхам та журналіст видання «Країна ігор» Сергій Цилюрик у своїх оглядах відзначили про репліки та діалоги, які звучать з вуст головних героїв. Перший рецензент зазначив, що жарти сподобаються лише дітям дошкільного віку, а другий зазначав таке: «Сценарій, що включає в себе мінімум героїв і навмисно не приймає себе всерйоз, виявляється переповнений жартами дитсадкового рівня». Артур Гієс в огляді заявив, що озвучування миле, навіть іноді розумне і не б'є по вухах. Ренді Нельсон негативно відгукнувся про ідею дати Соніку (як і іншим персонажам) можливість говорити. Проте пізніше зазначив, що у деяких відеороликах є гідні моменти та чудові діалоги між героями.

### Ремастер і його технічні проблеми
Невдовзі після його раннього доступу 3 вересня кілька користувачів Twitter почали повідомляти про декілька помилок і збоїв, яких не було в оригіналі, зокрема, версія Switch була висміяна через те, що вона має набагато більше технічних проблем, ніж інші випуски, такі як нижча частота кадрів у порівнянні з іншими версіями, значно довший час завантаження та блимання ламп, які можуть викликати потенційний світлочутливий епілептичний напад. Деякі з цих проблем були виправлені, а інші планується виправити в майбутньому. Прийом реміксу музики також був неоднозначним. Крім того, аналіз даних за допомогою версії для ПК виявив, що він використовував Godot Engine без належної ліцензії, що, як стверджує Blind Squirrel, буде вирішено у виправленні.
Sonic Colors: Ultimate отримав «змішані або середні» відгуки відповідно до агрегатора оглядів Metacritic.

### Нагороди, номінації та продажі
Гра була успішна комерційно. За два місяці після релізу було продано понад 1,85 мільйона примірників. До березня 2011 року Sonic Colors розійшлася тиражем 2,18 мільйона примірників. Ще до виходу, гра номінувалася на премію «Найкраще на E3 2010» за версією ресурсу GameTrailers у категорії «Найкращий платформер», з коментарем «ще краще, ніж ретро-стиль Sonic the Hedgehog 4». В аналогічному рейтингу від вебсайту IGN проєкт боровся за перемогу в номінаціях «Найкраща гра для Wii», «Найкраща гра для DS» та «Найкращий платформер», але програв, поступившись іграм Epic Mickey та Super Scribblenauts. Однак Артур Гієс з IGN заявив, що «після гри в Sonic the Hedgehog 4 та Sonic Colors, я був здивований, яку з них вибрати. Я зацікавлений більше у останній».
На премії «Найкращі ігри 2010 року» від порталу IGN Sonic Colors була висунута в категоріях «Найкраща атмосфера у грі для Wii», «Найзахоплююча гра для Wii», «Найкраща графіка в грі для Wii», «Найкраща графіка в грі для Nintendo DS», «Найкращий саундтрек у грі для Wii» та «Best Quick Fix — Wii», перемігши в останній номінації. Сайт GameZone у липні 2011 року помістив DS-версію Sonic Colors на четверте місце серед найкращих ігор серії Sonic the Hedgehog, а Wii-версію — на третє. У тому ж році проєкт зайняв 16 місце у списку «20 найкращих ігор для Wii» за версією сайту IGN. Обидва видання Sonic Colors виграли у номінації «За кращу графіку» у журналі Nintendo Power.

### Вплив
Після виходу Sonic Colors продюсер Такащі Іідзука вирішив надалі використовувати віспи в наступних проєктах франшизи, і, як заявив на виставці Summer of Sonic в 2013 році, вони будуть незабаром «стандартом у майбутніх іграх про Соніка». Після успішного старту Sonic Colors, серед фанатів з'явилися чутки про портування гри на консолі PlayStation 3 і Xbox 360. Однак ця інформація пізніше була спростована співробітником Sega Келлі Паркер, але у 2011 році, на честь 20-річчя персонажа їжака Соніка, видавництво випустило проєкт Sonic Generations. У цій грі з'явилися нові версії рівнів «Planet Wisp» та «Tropical Resort», а ігровий процес за Сучасного Соніка був розробниками запозичений із Sonic Colors. Також у Sonic & All-Stars Racing Transformed локація «Starlight Carnival» є трасою для проведення перегонів, де беруть участь персонажі з різних серій ігор від компанії Sega, а «Sweet Mountain» — у Mario & Sonic at the Sochi 2014 Olympic Winter Games. Крім того, віспи з'являються в Sonic Lost World, завдяки яким Сонік може використовувати різні колірні сили (англ. Color Powers), для швидкого проходження рівнів або пошуку різних бонусів. Ще в Sonic Forces, крім самих віспів, з'являються віспони для Аватара, які використовуються як зброя. У ще одній грі про Соніка Team Sonic Racing віспи будуть використовуватися як посилення
Сюжетна лінія Sonic Colors була адаптована в однойменній манзі від Dengeki Nintendo DS і № 219 коміксів Sonic the Hedgehog від компанії Archie Comics. З 2010 року видавництвом Brady Games випускалися книги, де містилося керівництво та додаткова інформація з гри.